# Laboratorul de Energii Regenerabile - Fotovoltaic
Laboratorul de Energii Regenerabile - Fotovoltaic (LERF) este un centru de cercetare situat în vestul României, în orașul Timișoara. Aparține de Institutul Național de Cercetare-Dezvoltare pentru Electrochimie și Materie Condensată (INCEMC) din Timișoara și are ca scop principal dezvoltarea de materiale pentru îmbunătățirea dispozitivelor care utilizează energia solară.

## Istoric
LERF a fost construit cu ajutorul Fondului European de Dezvoltare Regională într-o perioadă de cinci ani, inaugurarea având loc în decembrie 2015. Concepția aparține unui grup de cercetători din cadrul INCEMC care au avut în vedere dezvoltarea unui centru de excelență în energii regenerabile, cu accent pe energia solară. În zona de vest a țării, preocupări legate de energii regenerabile se regăsesc și la marile universități, astfel că segmentul de nișă a fost identificat ca fiind cel de conversie directă a energiei solare în energie electrică. În viziunea cercetătorilor, LERF este un element cheie în dezvoltarea unui pol de excelență zonal transfrontalier, care să integreze entitățile cu preocupări similare din zona de vest a României și din țările vecine.

## Descriere

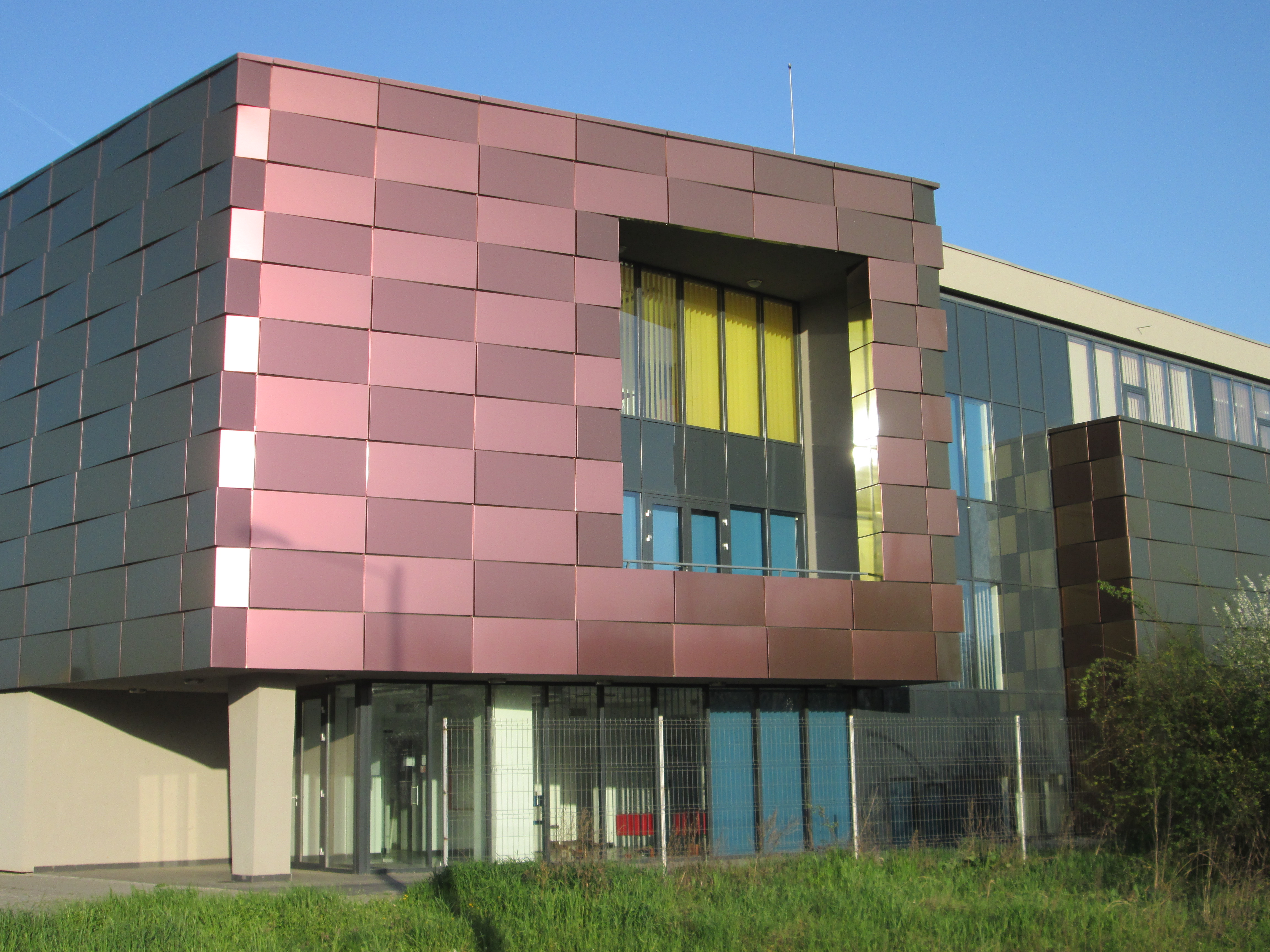
LERF în 2018

LERF este autonom din punct de vedere energetic, atât datorită energiei electrice furnizate de celulele fotovoltaice (1200 m2) de diferite tipuri, amplasate pe hala INCEMC învecinată, cât și datorită sistemului geotermal de climatizare. Laboratorul dispune de un sistem fotovoltaic complet independent (off-grid) trifazic de 10 kW, realizat în topologie magistrală de curent alternativ. Sistemele fotovoltaice on‐grid (cuplate cu furnizorul de energie electrică) ale laboratorului  reprezintă una din cele mai eficiente surse de conversie a energiei solare în energie electrică. Puterea instalată a panourilor de diferite tipuri depășește 80 kW, iar energia neutilizată se injectează în Sistemul Energetic Național. 
Sistemul de climatizare al clădirii este de tip geotermal, cu pompă de căldură apă‐apă, producere simultană de agent termic, apă rece/caldă și recuperare de energie. Sistemul dispune de recuperatoare de căldură în plăci de mare eficiență (54% vara și 63% iarna), baterie de încălzire cu apă caldă 50/40 °C cu capacitatea de 96 kW, și baterie de răcire cu apă rece 7/12 °C cu capacitatea de 105,6 kW.

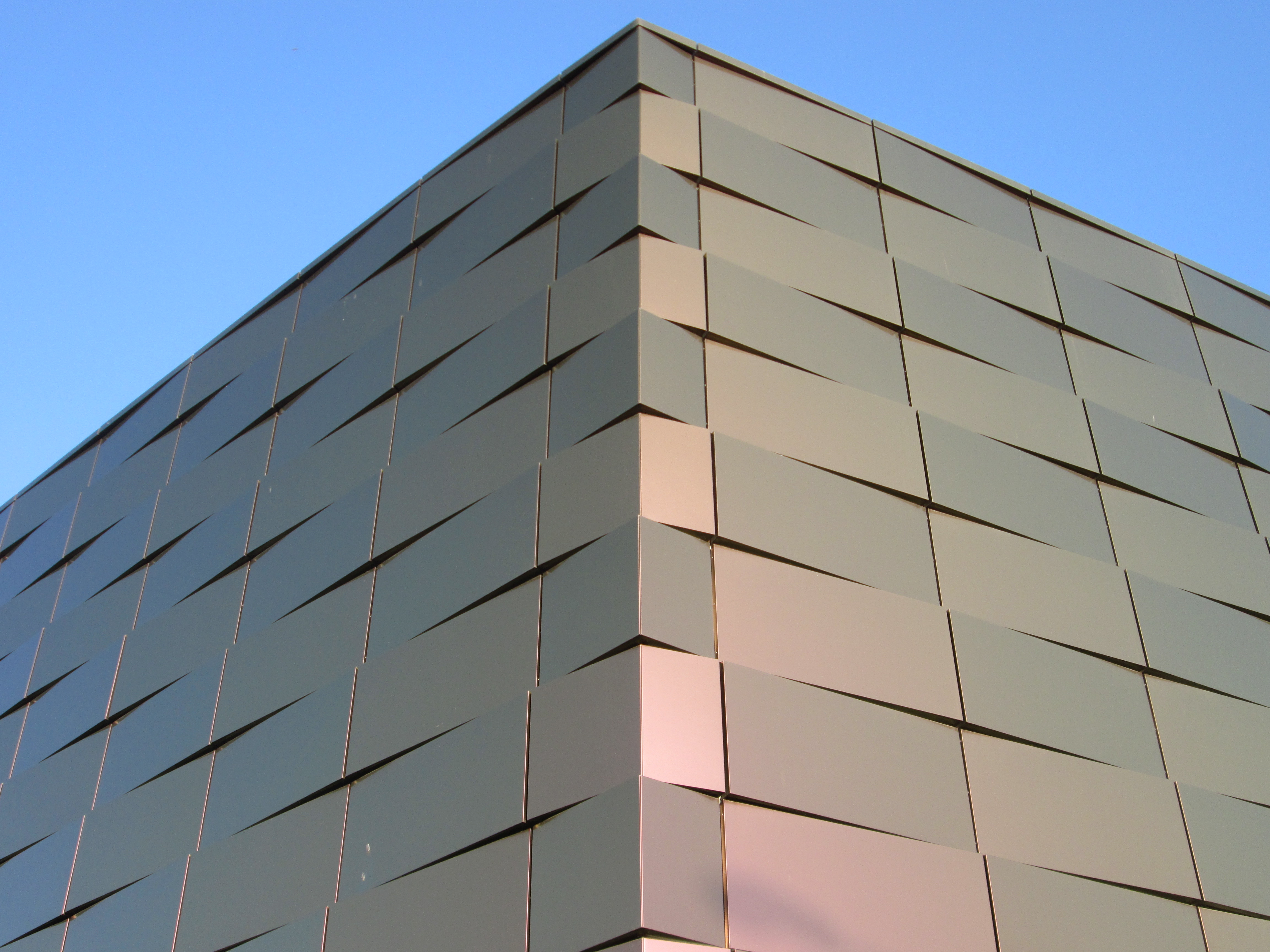
Panouri de aluminiu colorate cameleon care ecranează LERF față de radiația electromagnetică ambientală

Laboratorul este amplasat în Timișoara, pe strada Prof.dr. Aurel Păunescu-Podeanu, la numărul 144. Este structurat pe 4 nivele (subsol, parter și două etaje) și dispune de spații de cercetare dotate cu aparatură de ultimă generație și de spații conexe. Clădirea iese repede în evidență, deoarece, în contrast cu imobilele terne învecinate, își schimbă culoarea în funcție de unghiul din care este privită. Placarea cu elemente metalice din aluminiu vopsite cameleon are un rol mult mai important decât cel pur estetic. Ea asigură ecranarea față de radiația electromagnetică ambientală și garantează asigurarea condițiilor optime pentru funcționarea aparaturii de cercetare pretențioase din cadrul laboratorului. Ecranarea electromagnetică a clădirii a fost cu atât mai mult necesară deoarece în vecinătatea laboratorului se află un punct de transformare de înaltă/medie tensiune.

## Domenii de activitate
Cercetare fundamentală:
- Modelarea computațională a grafenelor utilizând metodele chimiei cuantice;
- Spectroscopia de vibrație a oxizilor și oxianionilor anorganici;
- Studiul polimorfismului cristalin al compușilor anorganici asupra spectrelor de vibrație;
- Compuși de coordinație homo- și heteropolinucleri;
- Sisteme oxidice obținute prin descompunerea compușilor coordinativi;
- Studiul spectrelor de masă ale glicoderivaților prin metodele chimiei computaționale.

Cercetare aplicată și dezvoltare tehnologică:
- Straturi subțiri pentru fotocataliză și celule fotovoltaice;
- Materiale pe bază de sulfuri duble (cadmiu/zinc) și nanofire de argint pentru fotocataliză;
- Materiale compozite grafenă/calcogenuri ternare de tip CuGaS2/CuInS2;
- Materiale optice (Y2O3:Er, MgAl2O4:Er, SrAl2O4:Er, Y3Ga5O12:Er, CuYO2) cu proprietăți luminescente pentru diverse aplicații, inclusiv concentratoare solare;
- Oxizi conductori transparenți (CuYO2);
- Aplicații electrochimice ale porfirinelor (electrocataliză, senzoristică, protecție anticorozivă);
- Apatite pentru materiale cu aplicații biomedicale;
- Materiale compozite pe bază de cenosfere;
- Biocataliză enzimatică;
- Monozaharide modificate pentru aplicații biomedicale (surfactanți);
- Polizaharide extrase din ciuperci pentru aplicații în dermatocosmetologie;
- Monitorizarea calității mediului, construcții din materiale ecologice, ambarcațiuni electrice.

Formare de specialiști:
- Programe de specializare pentru studenți și cercetători cu aplicații pe aparatura disponibilă în LERF și în direcțiile de cercetare ale laboratorului.

## Dotări și echipament experimental
LERF dispune de aparatură de ultimă generație pentru sinteză, analiză și caracterizare a materialelor.
Echipament de sinteză (tehnologia filmelor subțiri și a micro- și nanocristalelor):
- Sistem de depunere de filme subțiri prin ablație laser (PLD);
- Instalație depunere pelicule subțiri prin spray-piroliză activată ultrasonor;
- Cuptor de procesare termică activată cu plasmă de radiofrecvență (CVD);
- Autoclavă cu microunde pentru tratament hidrotermal/solvotermal;
- Autoclave pentru sinteză hidrotermală ≤ 250 °C;
- Cuptor tubular cu rezistență ≤ 1400 °C;
- Etuvă cu vacuum ≤ 250 °C;
- Băi de ultrasunete.

Echipament pentru caracterizarea suprafețelor, microscopie și determinarea concentrațiilor:
- Microscop electronic de transmisie (TEM) cu posibilitate de scanare (STEM) și cu spectrometru de dispersie a energiei (EDX);
- Spectrometru de fotoelectroni cu raze X (XPS);
- Platformă de microscopie cu sondă de scanare (SPM, include tehnicile AFM, STM și Raman);
- Spectrometru de emisie atomică cu plasmă generată de microunde (MP-AES);
- Aparat pentru măsurarea suprafețelor specifice și a porozității (BET).

Echipament de spectroscopie optică:
- Spectrometru de fotoluminescență staționară și rezoluție temporală (spectrofluorimetru);
- Elipsometru spectroscopic;
- Spectrometru de infraroșu cu transformată Fourier (FT-IR);
- Spectrometru Raman (inclus în platforma SPM).

Echipament pentru fabricarea și caracterizarea fotovoltaicelor:
- Echipament pentru măsurători fascicul de lumină – curent indus pentru celule solare cu siliciu;
- Kit de determinare a randamentului cuantic;
- Simulator solar;
- Analizor solar;
- Cameră de termoviziune (IR);
- Echipament automat pentru laminarea modulelor fotovoltaice.

De asemenea, LERF dispune de o instalație de producere de azot gazos și lichid, necesar funcționării echipamentului științific din dotare, dar și de un simulator eolian, care funcționează cu energie solară.

## Rezultate experimentale interesante

### Sistem hibrid fotocatalitic-fotovoltaic de conversie a energiei solare în energie electrică
La sfârșitul anului 2015 a fost prezentat la Târgul Regional de Inovare 2015 din Arad un nou tip de fotoreactor realizat de LERF. Produsul lucrează în lumină concentrată (aproximativ de douăzeci de ori intensitatea Soarelui) și aduce ideea nouă a introducerii unui fotoreactor într-o sferă integratoare constituită din celule fotovoltaice. Instalația este capabilă să producă hidrogen prin fotocataliză cu ajutorul unor nanoparticule Pd/CdS special sintetizate de cercetătorii din LERF. Componenta albastră a luminii este absorbită de fotocatalizator iar celelalte componente reflectate sunt convertite direct în energie electrică prin intermediul unor celule solare cu siliciu policristalin. Sistemul produce astfel, pe de-o parte, hidrogen prin fotocataliză, care este stocat și apoi este convertit în energie electrică într-o pilă de combustie, iar pe de altă parte energie electrică cu ajutorul unei celule solare. Denumit „Sistem hibrid fotocatalitic-fotovoltaic de conversie a energiei solare în energie electrică‟, acesta a fost distins cu locul 4.

### Reactor pentru fotocataliză cu urmărire automată a Soarelui

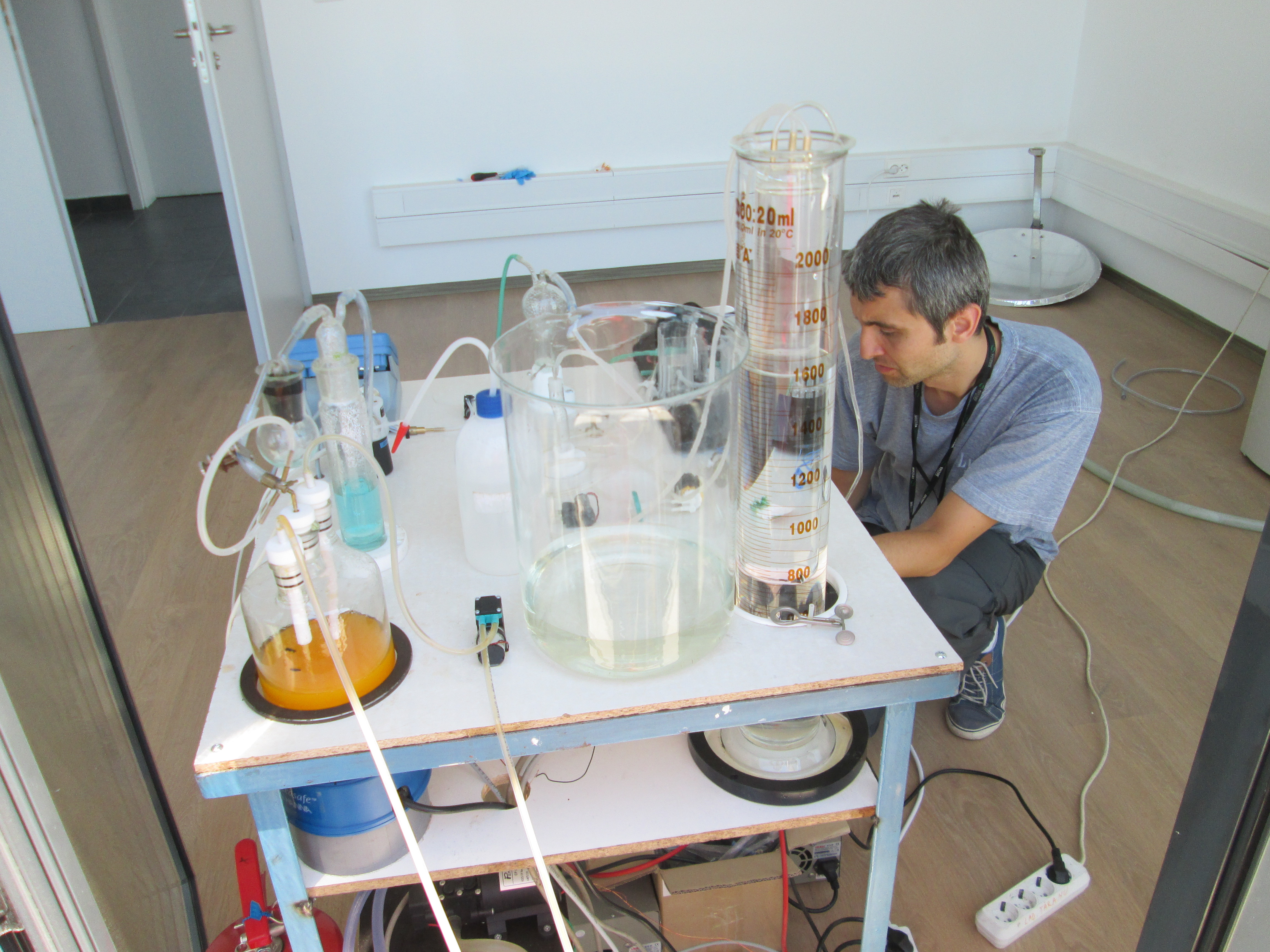
Cercetător pornind o instalație de fotocataliză

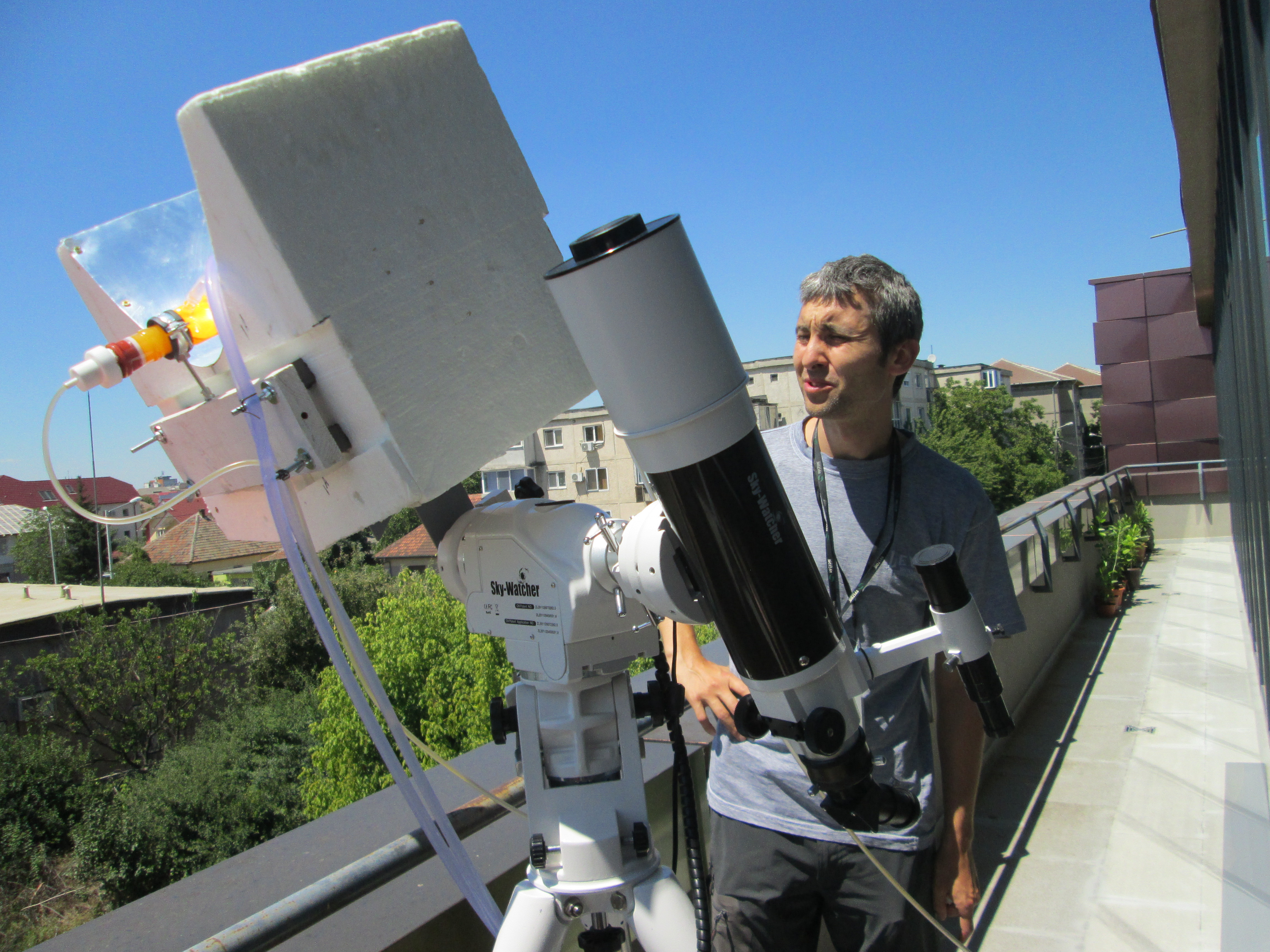
Fotoreactor pe o montură de urmărire automată a Soarelui

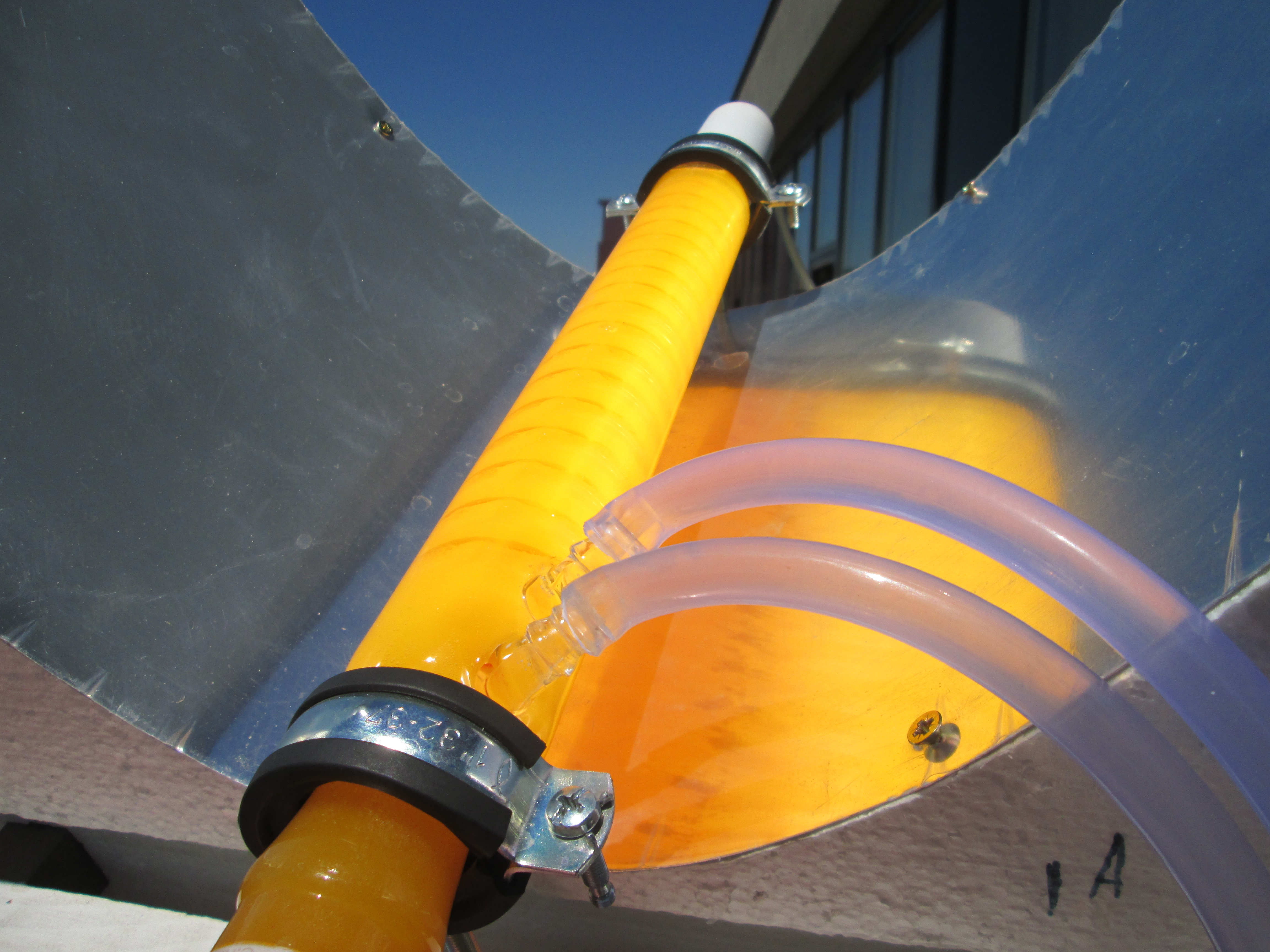
Un ansamblu fotoreactor - concentrator liniar parabolic

O altă instalație de producere pe cale fotocatalitică a hidrogenului, utilizând lumină solară (naturală), utilizează un concentrator liniar parabolic plasat pe un dispozitiv de urmărire automată a Soarelui. În centrul concentratorului este dispus un fotoreactor prevăzut cu manta de apă pentru răcire. Un sistem anexat asigură purificarea hidrogenului și conversia acestuia în energie electrică prin intermediul unei pile de combustie.

## Lucrări publicate de cercetătorii din laborator
- The Aggregation Behavior of an A3B Free Base Porphyrin and Its Application as Chromium(III)-Selective Membrane Sensor (Taranu B.O., Vlascici D., Sebarchievici I., Fagadar-Cosma E.), Studia Universitatis Babes-Bolyai Chemia, 61 (1), 2016, p. 199-212, PDF (19,1 MB)
- Synthesis and characterization of lead-free sodium niobate powder (Vlazan P., Sfirloaga P., Rus F.S.), Studia Universitatis Babes-Bolyai Chemia, 61 (1), 2016, p. 33-41, PDF (0,9 MB)
- Electrical properties optimization of silver nanowires supported on polyethylene terephthalate (Banica R., Ursu D., Svera P., Sarvas C., Rus S.F., Novaconi S., Kellenberger A., Racu A.V., Nyari T., Vaszilcsin N.), Particulate Science and Technology, 34 (2), 2016, p. 217-222, DOI: 10.1080/02726351.2015.1066473
- Continuously Controlled Optical Band Gap in Oxide Semiconductor Thin Films (Herklotz A., Rus S.F., Ward T.Z.), Nano Letters, 16 (3), 2016, p. 1782-1786, DOI: 10.1021/acs.nanolett.5b04815
- Electrochemical and Microscopic Characterization of Two meso-Substituted A3B and A4 Porphyrins (Taranu B.O., Sebarchievici I., Taranu I., Birdeanu M., Cosma E.F.), Revista de Chimie, 67 (5), 2016, p. 892-896, PDF (2,4 MB) Arhivat în 8 aprilie 2018, la Wayback Machine.
- Good Quality Factor in GdMnO3-Doped (K0.5Na0.5)NbO3 Piezoelectric Ceramics (Bucur R.A., Badea I., Bucur A.I., Novaconi S.), Journal of Electronic Materials, 45 (6), 2016, p. 3046-3052, DOI: 10.1007/s11664-016-4401-0
- Chemical Structure-Biological Activity Models for Pharmacophores' 3D-Interactions (Putz M.V., Duda-Seiman C., Duda-Seiman D., Putz A.M., Alexandrescu I., Mernea M., Avram S.), International Journal of Molecular Sciences, 17 (7), 2016, numărul articolului: 1087, DOI: 10.3390/ijms17071087
- Bondonic Chemistry: Spontaneous Symmetry Breaking of the Topo-reactivity on Graphene (Putz M.V., Ori O., Diudea M.V., Szefler B., Pop R.), în Distance, Symmetry, and Topology in Carbon Nanomaterials (editori Ashrafi A. și Diudea M.), Springer, Cham, 2016, p. 345-389, ISBN: 978-3-319-31584-3 sau 978-3-319-31582-9, DOI: 10.1007/978-3-319-31584-3_20
- A New Cornerstone of Education of Authorship and Biomedical Project Design: International Research Interdisciplinary School, Slovakia, 2016 (Inan M., Racu A., Bjelosevica M., Hryniv N.), Balkan Medical Journal, 33 (5), 2016, p. 485-487, PDF (0,3 MB)
- Bondonic Electrochemistry: Basic Concepts and Sustainable Prospects (Putz M.V., Tudoran M.A., Mirica M.C.), în Renewable and Alternative Energy: Concepts, Methodologies, Tools, and Applications (editor Khosrow-Pour M.), 2016, p. 277-359, ISBN13: 9781522516712, ISBN10: 1522516719, EISBN13: 9781522516729, DOI: 10.4018/978-1-5225-1671-2.ch010
- Sustainable Design of Photovoltaics: Devices and Quantum Information (Putz M.V., Tudoran M.A., Mirica M.C., Iorga M.I., Banica R., Novaconi S.D., Balcu I., Rus S.F., Putz A.M.), în Renewable and Alternative Energy: Concepts, Methodologies, Tools, and Applications (editor Khosrow-Pour M.), 2016, p. 416-493, ISBN13: 9781522516712, ISBN10: 1522516719, EISBN13: 9781522516729, DOI: 10.4018/978-1-5225-1671-2.ch013
- Quantum Dots Searching for Bondots: Towards Sustainable Sensitized Solar Cells (Putz M.V., Tudoran M.A., Mirica M.C.), în Renewable and Alternative Energy: Concepts, Methodologies, Tools, and Applications (editor Khosrow-Pour M.), 2016, p. 1805-1874, ISBN13: 9781522516712, ISBN10: 1522516719, EISBN13: 9781522516729, DOI: 10.4018/978-1-5225-1671-2.ch065
- Optical and electrochemical behavior of new nano-sized complexes based on gold-colloid and Co-porphyrin derivative in the presence of H2O2 (Fagadar-Cosma E., Sebarchievici I., Lascu A., Creanga I., Palade A., Birdeanu M., Taranu B., Fagadar-Cosma G.), Journal of Alloys and Compounds, 686, 2016, p. 896-904, DOI: 10.1016/j.jallcom.2016.06.246
- Water Quality Survey of Streams from Retezat Mountains (Romania) (Pascariu M.C., Tulucan T., Niculescu M., Sebarchievici I., Ștefănuț M.N.), Journal of Environmental Geography, 9 (3-4), 2016, p. 27-32, DOI: 10.1515/jengeo-2016-0009
- Facile hydrothermal synthesis of economically viable VO2(M1) counter electrode for dye sensitized solar cells (Mutta G.R., Popuri S.R., Vasundhara M., Maciejczyk M., Racu A.V., Banica R., Robertson N., Wilson J.I.B., Bennett N.S.), Materials Research Bulletin, 83, 2016, p. 135-140, DOI: 10.1016/j.materresbull.2016.05.027
- Influence of precursor crystallinity on photocatalytic activity of PdS/CdS-ZnS (Svera P., Racu A.V., Mosoarca C., Ursu D., Linul P.A., Baies R., Banica R.), Journal of Optoelectronics and Advanced Materials, 18 (11-12), 2016, p. 1027-1032, PDF (0,8 MB) Arhivat în 8 aprilie 2018, la Wayback Machine.
- Electrocatalytic behaviour and application of manganese porphyrin/gold nanoparticle - surface modified glassy carbon electrodes (Sebarchievici I., Taranu B.O., Birdeanu M., Rus S.F., Fagadar-Cosma E.), Applied Surface Science, 390, 30 2016, p. 131-140, DOI: 10.1016/j.apsusc.2016.07.158
- Carbon-based specific adjacency-in-bonding (SAIB) isomerism driving aromaticity (Putz M.V., Tudoran M.A.), Fullerenes Nanotubes and Carbon Nanostructures, 24 (12), 2016, p. 733-748, DOI: 10.1080/1536383X.2016.1219851
- Control of SnO2 Films by Epitaxy and Helium Implantation (Rus S.F., Herklotz A.), în AIP Conference Proceedings vol. 1796 (editori Vizman D. și Popescu A.), numărul articolului: 030008, 2017, DOI: 10.1063/1.4972373
- Obtaining of 3D Nanostructured α-Fe2O3/Ag Nanosheets Ensembles (Chirita M., Kiss M.L., Banica R., Ieta A.), în AIP Conference Proceedings vol. 1796 (editori Vizman D. și Popescu A.), numărul articolului: 030005, 2017, DOI: 10.1063/1.4972370
- Two step polyol-solvothermal growth of thick silver nanowires (Banica R., Ursu D., Nyari T., Kellenberger A.), Materials Letters, 194, 2017, p. 181-184, DOI: 10.1016/j.matlet.2017.02.045
- Erbium-doped spinels obtained from organometallic precursors (Racu A.V., Pascariu M.C., Niculescu M.), A 16-a ediție a Seminarului Național de Nanoștiință și Nanotehnologie, 6 iunie 2017, București, PDF (2,9 MB)
- Influence of small concentration addition of tartaric acid on the 220 °C hydrothermal synthesis of hydroxyapatite (Bucur A.I., Bucur R.A., Szabadai Z., Mosoarca C., Linul P.A.), Materials Characterization, 132, 2017, p. 76-82, DOI: 10.1016/j.matchar.2017.07.047
- Synthesis of PdS/ZnS-CdS-type photocatalysts using ZnS as sulphide source (Banica R., Linul P., Mosoarca C.), Turkish Journal of Chemistry, 41 (6), 2017, p. 874-882, DOI 10.3906/kim-1702-44
- Sustainable Organic and Hybrid Nanomaterials: From Structure to Functions (Putz M.V.), Current Organic Chemistry, 21 (27), 2017, p. 2697-2698, DOI: 10.2174/138527282127180117100911
- Thermal and spectroscopic analysis of Co(II)-Fe(III) polyglyoxylate obtained through the reaction of ethylene glycol with metal nitrates (Niculescu M., Pascariu M.C., Muntean C., Sasca V., Lupa L., Milea M.S., Birzescu M.), Journal of Thermal Analysis and Calorimetry, 131 (1), 2018, p. 127-136, DOI: 10.1007/s10973-016-6079-1
- A novel route for the preparation of CoCr2O4/SiO2 nanocomposite starting from Co(II)-Cr(III) carboxylate complex combinations (Berei E., Stefanescu O., Muntean C., Vlase T., Taranu B.O., Dabici A., Stefanescu M.), Journal of Materials Science, 53 (6), 2018, p. 4159-4172, DOI: 10.1007/s10853-017-1834-7

## Imagini

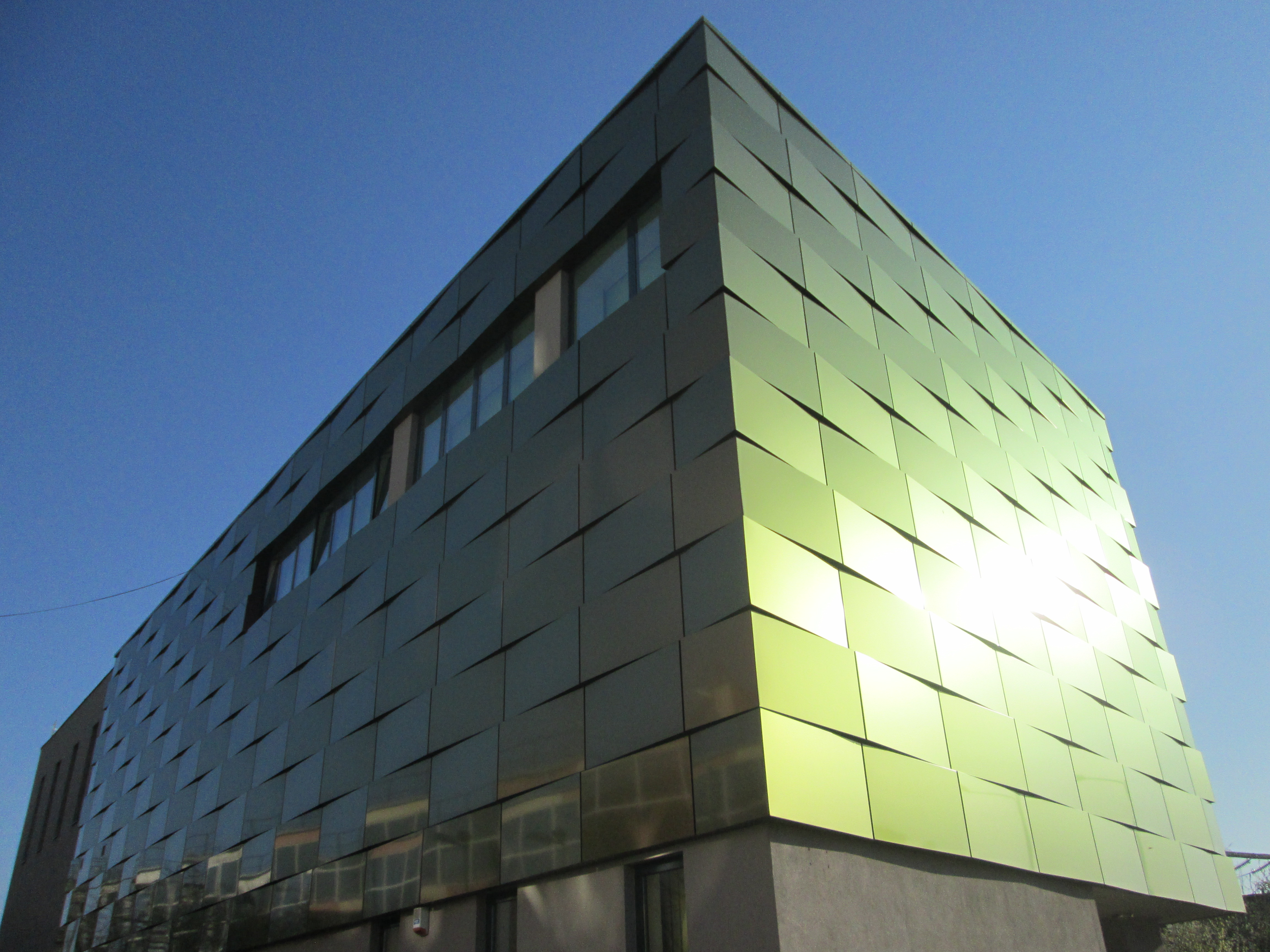
Clădirea LERF la apusul Soarelui
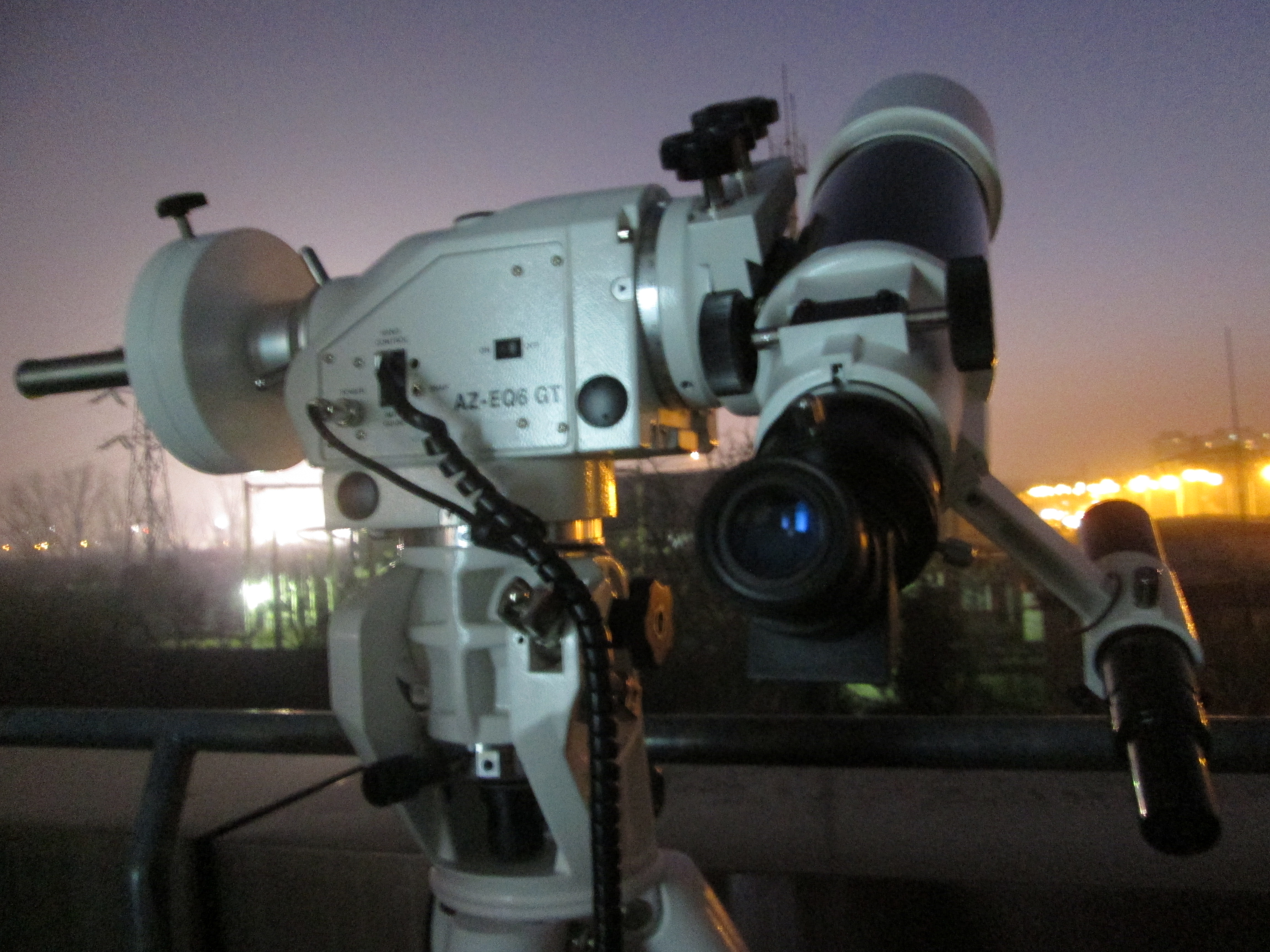
Un telescop refractor pe o montură automată ecuatorială / azimutală (vedere spre sud-vest)
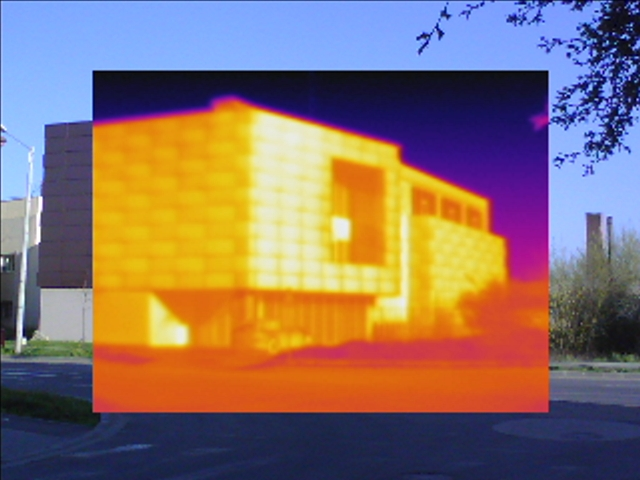
LERF în spectrul vizibil și infraroșu, la apusul Soarelui
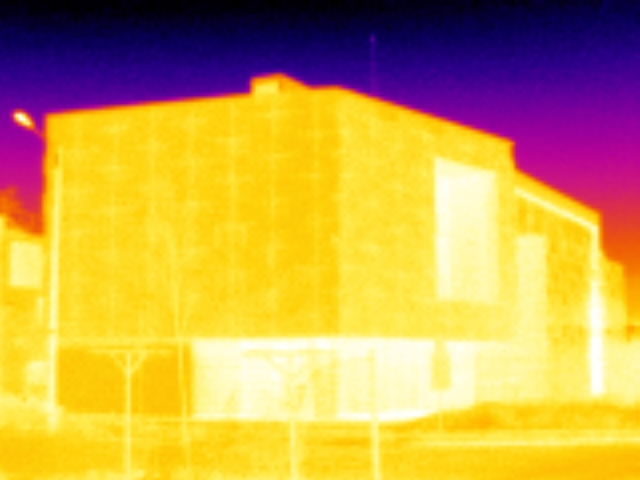
LERF în spectrul infraroșu, noaptea